# Hugo Wetli
Hugo Wetli (* 20. März 1916 in Bern; † 23. August 1972 ebenda) war ein Schweizer Maler, Grafiker, Lithograf, Zeichner und Illustrator.

## Leben
Hugo Wetli absolvierte zuerst eine Bauzeichnerlehre in Bern, ehe er eine Ausbildung zum Grafiker (Grafische Lehre) in Bern und Genf abschloss. Er wurde als Zeichner in einem Berner Trickfilmatelier angestellt, arbeitete danach für die Hauszeitschrift eines Genfer Industrieunternehmens und wechselte schliesslich 1949–1956 als Leiter der graphischen Werkstätte einer Oltner Herrenkleiderfirma. Sein Nachfolger wurde Hans Küchler. 1956 eröffnete er sein eigenes Atelier und hatte die Fluggesellschaft Swissair als Hauptauftraggeberin. Er illustrierte aber auch zahlreiche Reisebücher.

## Werk
Welti begann erst in den 1950er-Jahren zu malen. Er schuf Landschafts- und Städtebilder sowie figürliche Arbeiten. 1962 zeigte er Gemälde zusammen mit Hans Erni, Alfred Pauletto, Celestino Piatti und Kurt Wirth in der Ausstellung Grafiker als Maler. 1964 wurde er mit der Gestaltung des Chemie-Pavillons der nationalen Expo beauftragt.